# Puente de Domingo Flórez
Puente de Domingo Flórez (A Ponte en gallego) es un municipio y villa española de la provincia de León, en la comunidad autónoma de Castilla y León. Se encuentra geográficamente en la Cabrera Baja, en la comarca histórica de la Ribera de Escontra, pero integrada administrativamente en el Consejo Comarcal de El Bierzo. El municipio lo componen siete localidades: Castroquilame, Puente de Domingo Flórez, Robledo de Sobrecastro, Salas de la Ribera, San Pedro de Trones, Las Vegas de Yeres y Yeres, y cuenta con una población de 1385 habitantes (INE 2024). Es uno de los municipios leoneses en los que se habla gallego.

## Geografía
El Puente de Domingo Flórez es la localidad más baja de La Cabrera, con 376 m s. n. m. Se ubica en la desembocadura del río Cabrera que vierte sus aguas al río Sil. Su arquitectura típica es la construcción tradicional cabreiresa.
Limita con la provincia de Orense y constituye un cruce de caminos entre las comarcas tradicionales de la Comarca de La Cabrera, El Bierzo y Valdeorras. Está atravesado por la N-536 que une a Ponferrada con El Barco de Valdeorras, y ofrece un acceso a los otros pueblos de La Cabrera Baja por la LE-191.
Situada en el límite entre León y Galicia, su clima es oceánico con tendencias a la mediterraneización. La temperatura media es de unos 13 °C (enero 5 °C, agosto 22 °C). Las precipitaciones ocurren en invierno, siendo el verano muy seco. El sol luce unas 2100 horas por año.

## Historia
Ubicado en territorio del antiguo solar astur previo a la llegada de los romanos, los primeros vestigios de presencia humana en el municipio se datan ya en época romana, de la que se han hallado monedas, así como escorias y otros vestigios de la fábrica de metales, lo que sería para Ceán Bermúdez muestra de que cerca de Puente de Domingo Flórez se situó la población romana de Métola Asturum.
No obstante, la fundación de Puente de Domingo Flórez y del resto de las localidades del municipio se dataría en la Edad Media, cuando se integraron en el reino de León, en cuyo seno se habría acometido su fundación o repoblación, pasando a ser Puente de Domingo Flórez lugar de paso obligado entre los reinos de León y Galicia.
En el siglo XIII, tras la devolución de Ponferrada a la Orden del Temple por parte del rey Alfonso IX de León en 1211, la localidad de Salas de la Ribera quedó encuadrada dentro de la encomienda templaria ponferradina. Así, el 7 de marzo de 1222 el maestre Pedro Alvitiz suscribió con el obispo de Astorga una carta de composición acerca de los derechos a percibir en las behetrías del valle de Salas de la Ribera.
Ya en el siglo XV, con la reducción de ciudades con voto en Cortes a partir de las Cortes de 1425, Puente de Domingo Flórez pasó a estar representado por León, lo que le hizo formar parte de la provincia de León en la Edad Moderna, situándose dentro de ésta en el partido de Ponferrada.
Por otro lado, debido a su adscripción territorial al reino leonés desde la Edad Media, durante toda la Edad Moderna Puente de Domingo Flórez formó parte de la jurisdicción del Adelantamiento del reino de León.
Ya en la Edad Contemporánea, iniciado el siglo XIX, durante la Guerra de la Independencia Puente de Domingo Flórez destacó por haber llegado a albergar la sede de la Junta Superior de León en marzo y abril de 1810.
Más tarde, en 1821 Puente de Domingo Flórez fue uno de los municipios que pasó a formar parte de la provincia de Villafranca, si bien al perder ésta su estatus provincial al finalizar el Trienio Liberal, en la división de 1833 quedó adscrito a la provincia de León, dentro de la Región Leonesa.
A mediados del siglo XIX, Pascual Madoz describía Puente de Domingo Flórez en el tomo XIII del Diccionario geográfico-estadístico-histórico de España y sus posesiones de Ultramar de la siguiente manera:

Villa en la provincia de León, partido judicial de Ponferrada, diócesis de Astorga, abadía de Villafranca, audiencia territorial y capitanía general de Valladolid; es cabeza del ayuntamiento de su mismo nombre, a que se hallan agregados los pueblos de San Pedro de Trones, Salas de la Ribera, Yeres, Las Vegas de Yeres, Robledo de Sobrecastro y Castroquilame. Situado en la margen derecha del río Cabrera, cerca de su confluencia con el Sil; su clima es bastante sano. Tiene 40 casas; escuela de primeras letras; iglesia parroquial (San Roque), anejo de San Pedro de Trones; cementerio en paraje ventilado y buenas aguas potables. Confina con la matriz, Las Vegas de Yeres, Yeres y Salas de la Ribera. El terreno es de buena y mediana calidad, fertilizándole en gran parte las aguas del Cabrera. Los caminos dirigen a los puntos limítrofes y a Ponferrada, de donde recibe la correspondencia. Producción: trigo, centeno, cebada, legumbres, vino, frutas, hortalizas y pastos; cría ganado vacuno, lanar y de cerda y alguna caza y pesca. Población: de todo el ayuntamiento, 196 vecinos, 882 almas. Capital contribución: 1993 992 reales. Imponible: 107 900. Contribución: 19 459.
Pascual Madoz.

## Demografía
Cuenta con una población de 1385 habitantes (INE 2024). El municipio, en la segunda mitad del siglo XX, se convirtió en el más poblado de la comarca de La Cabrera, favorecido por su situación geográfica más accesible. Pero si el municipio asciende en proporción, no lo hace en valor absoluto, perdiendo un 12 % de su población en los últimos 25 años.
| Gráfica de evolución demográfica de Puente de Domingo Flórez entre 1842 y 2021                                        |
| |
| Población de derecho según los censos de población del INE. Población de hecho según los censos de población del INE. |

### Núcleos de población
El municipio se divide en varios núcleos de población, que poseían la siguiente población en 2017 según el INE.
| Núcleo de población      | Población |
| ------------------------ | --------- |
| Puente de Domingo Flórez | 801       |
| San Pedro de Trones      | 358       |
| Salas de la Ribera       | 186       |
| Castroquilame            | 68        |
| Vegas de Yeres           | 48        |
| Robledo de Sobrecastro   | 44        |
| Yeres                    | 28        |

## Economía

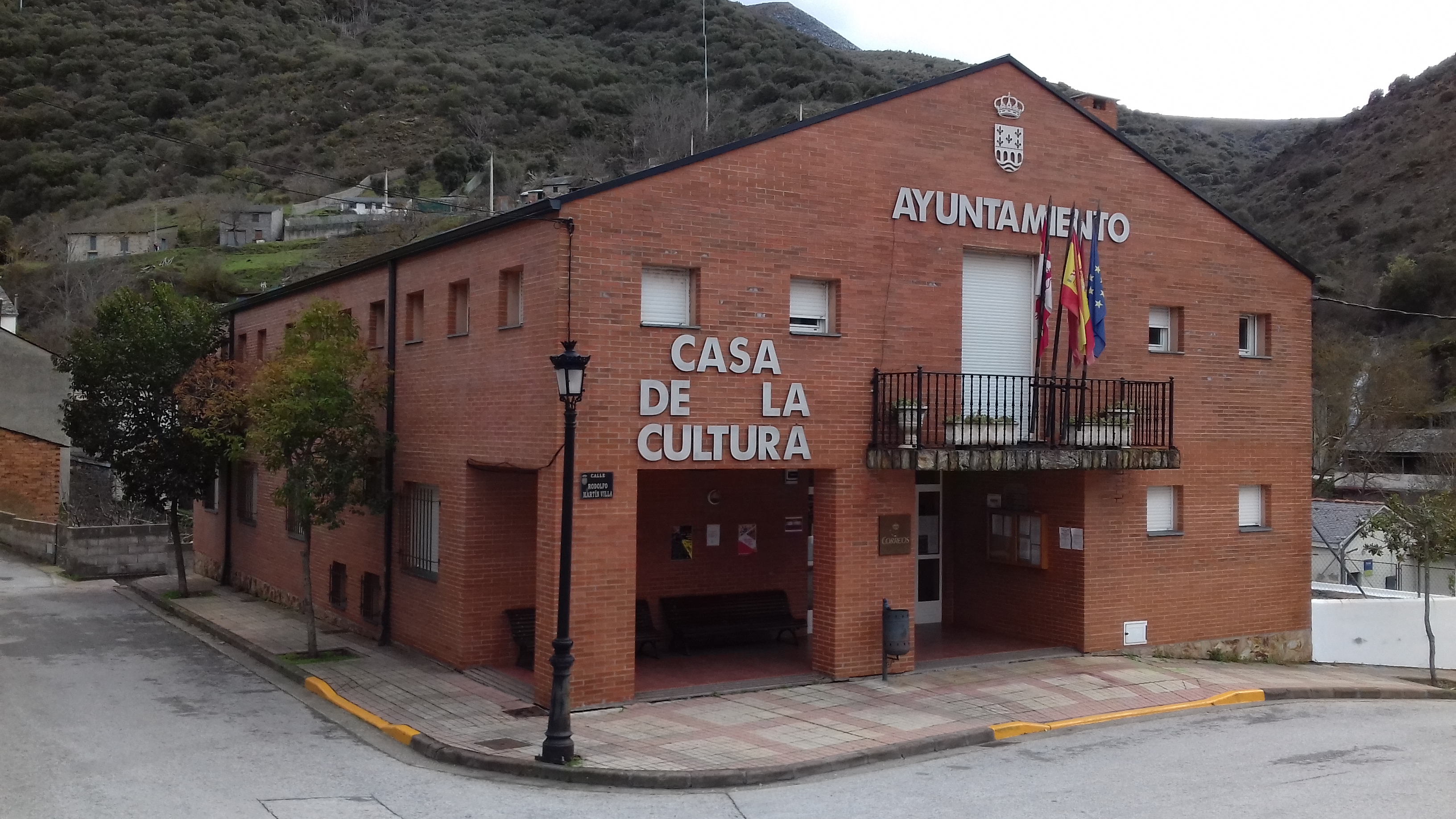
Casa consistorial

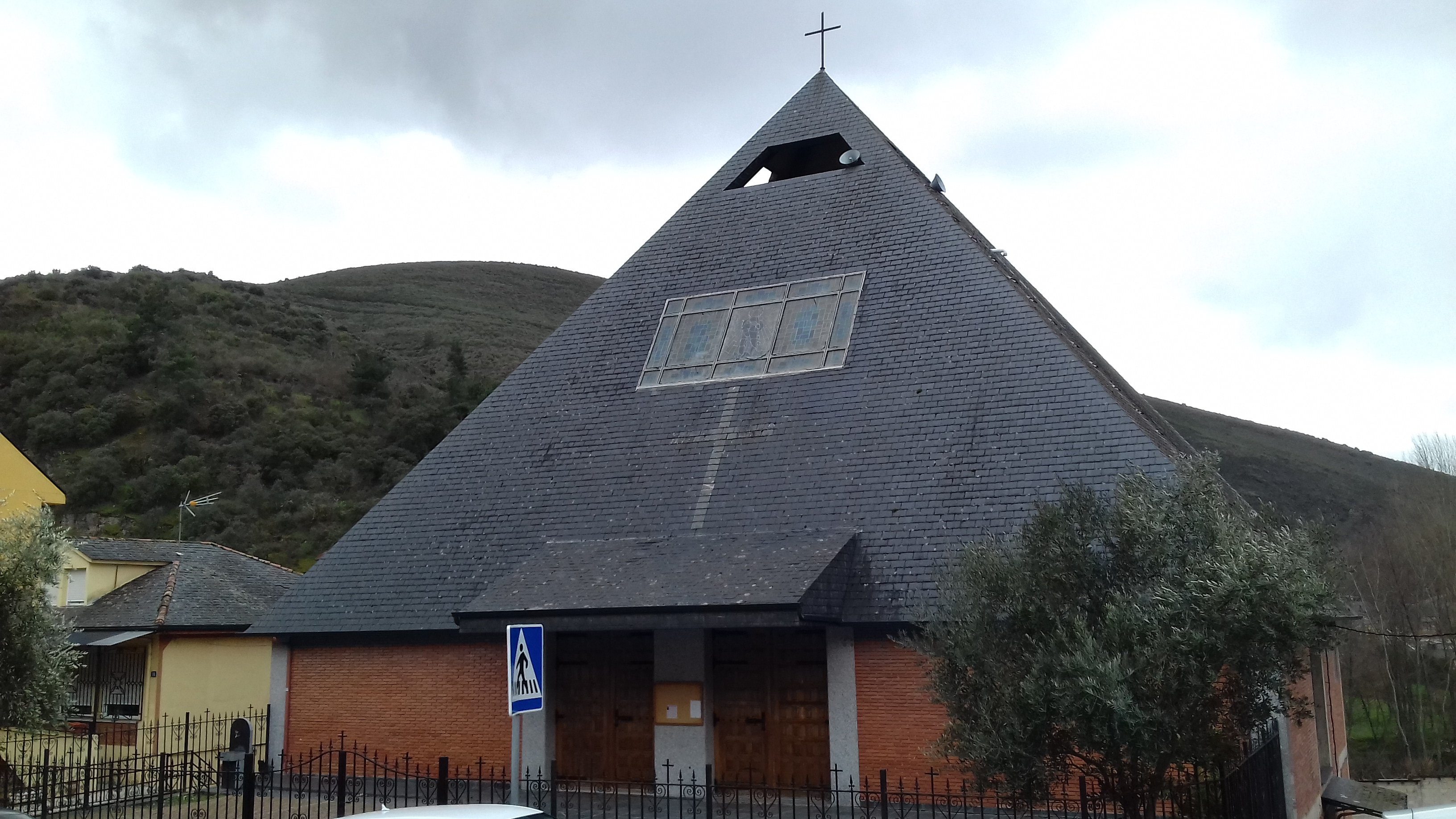
Iglesia

La economía del pueblo depende en gran medida del sector de la pizarra.
En 1639, a finales del siglo XVII, existieron minas de hierro en las cercanías de la localidad.

## Comunicaciones

### Carreteras
| Identificador | Denominación         | Itinerario                                          |
| ------------- | -------------------- | --------------------------------------------------- |
| N-536         | Carretera nacional   | Comunica con Ponferrada y la Comarca de Valdeorras. |
| LE-164        | Carretera provincial | Comunica con La Cabrera.                            |

### Ferrocarril
Aunque no existe una estación en el municipio, en la estación de Quereño, ubicada a menos de un kilómetro del casco urbano, paran trenes varias veces al día con destino a El Barco de Valdeorras, Monforte de Lemos, Orense, Vigo, Ponferrada, León, Valladolid o Madrid